# Glaucostegus
A Glaucostegus a porcos halak (Chondrichthyes) osztályának a Rhinopristiformes rendjébe, ezen belül a Glaucostegidae családjába tartozó egyetlen nem.

## Tudnivalók
A Glaucostegus-fajok főleg az Indiai- és Csendes-óceánokban fordulnak elő; a G. cemiculus az Atlanti-óceán keleti felén és a Földközi-tengerben található meg. Korábban a hegedűrája-félék (Rhinobatidae) közé voltak besorolva. Méretük fajtól függően 93-300 centiméter között mozog. A háti része egyformán világos sárga, barnás vagy szürkés; az orra tájéka világosabb a testszínnél.

## Rendszerezés
A családba az alábbi 1 nem és 3-6 faj tartozik:
- Glaucostegus Bonaparte, 1846
  - Glaucostegus cemiculus (Geoffroy Saint-Hilaire, 1817) - típusfaj
  - Glaucostegus granulatus Cuvier, 1829
  - Glaucostegus halavi Forsskål, 1775
  - Glaucostegus obtusus (J. P. Müller & Henle, 1841)
  - Glaucostegus thouin (Anonymous [Lacepède], 1798)
  - Glaucostegus typus (E. T. Bennett, 1830)

A FishBase szerint ebbe a nembe csak három faj tartozik: G. cemiculus, G. obtusus és G. thouin; a másik hármat az enwiki adta, viszont ezek is megvannak a FishBase-ben, azonban mint a Rhinobatidae család tagjai.

### Fordítás
- Ez a szócikk részben vagy egészben  a   Glaucostegus című angol Wikipédia-szócikk ezen változatának fordításán alapul.  Az eredeti cikk szerkesztőit annak laptörténete sorolja fel. Ez a jelzés csupán a megfogalmazás eredetét és a szerzői jogokat jelzi, nem szolgál a cikkben szereplő információk forrásmegjelöléseként.